# アキラブ
「アキラブ」（あきらぶ）は、Julietの7枚目のシングル。2010年10月13日発売された。

## 概要
- 前作から約2ヶ月ぶりとなるシングル作品。ジャケットは多数の黄色いいちょうの葉をバックにハート型のJulietロゴが置かれている。
- ＰＶにはPop teenモデルの西川瑞希（みずきてぃ）と椎名ひかり（ぴかりん）が出演している。

## 収録曲
1. アキラブ　（日本テレビ系『ぐるぐるナインティナイン』エンディングテーマ曲）
  - 作詞：Maiko／作曲：KEN
2. 「ゴメンネ。」  
  - 作詞：Maiko／作曲：Soundbreakers

## DVD（初回限定盤）収録内容
1. アキラブ（Music Video）
2. アキラブ（Music Video メイキング）